# Koncepcionális modell a számítástechnikában
Az informatikában a fogalmi modellek vagy tartománymodellek a fogalmakat és azok kapcsolatait reprezentálják, míg a mentális modellek képeket aggregálnak valamilyen fogalmi körön belül (ötletterv).

## Áttekintés
Az informatika területén a fogalmi modellek célja, hogy kifejezzék azon kifejezések és fogalmak jelentését, amelyeket a szakterületi szakértők a problémák megvitatására, a különböző fogalmak közötti megfelelő összefüggések megtalálására használnak. A koncepcionális modelleket kifejezetten úgy választják ki, hogy függetlenek legyenek a tervezéstől vagy a megvalósítástól, például a párhuzamosságtól vagy az adattárolástól. A számítástechnikában a fogalmi modellezést nem szabad összetéveszteni a tágabb fogalmi modellezési terület más modellezési tudományágaival, mint például az adatmodellezés, a logikai modellezés és a fizikai modellezés.
A fogalmi modellek célja, hogy tisztázzák a különböző (gyakran kétértelmű) kifejezések jelentését, és biztosítsák, hogy a kifejezések és fogalmak eltérő értelmezései ne okozzanak zavart. Ez az eltérő értelmezés könnyen megzavarhatja az érdekelt feleket, különösen a megoldások tervezéséért és megvalósításáért felelősöket, ahol a koncepcionális modellek az üzleti megértés és az egyértelműség kulcselemei. A tartománykoncepció modellezése után a modell szilárd alapot nyújt az adott tartományban található alkalmazások későbbi fejlesztéséhez. A koncepcionális modellkoncepciók leképezhetők a fizikai tervezési vagy megvalósítási struktúrákra kézi vagy automatikus kódgenerálási módszerekkel. Számos terület koncepcionális modelljeinek megvalósítása összevonható egy koherens platformmá.
A fogalmi modellek különféle jelölésekkel írhatók le, például UML, ORM vagy OMT az objektum modellezéshez, ITE vagy IDEF1X az ER-modell elkészítéséhez. Az UML jelölésben a fogalmi modelleket általában osztálydiagramok írják le, ahol az osztályok a fogalmakat, az asszociációk a fogalmak közötti kapcsolatokat, a kapcsolódó szereptípusok pedig azokat a szereptípusokat képviselik, amelyeket a fogalom példányai különböző helyzetekben modelleznek. Az ER jelölésben a fogalmi modelleket ER diagramok írják le, ahol az entitások a fogalmak, a kardinalitások és az opcionális fogalmak közötti kapcsolatokat ábrázolják. Bármilyen jelölést is használunk, fontos, hogy a fogalmi modellben megjelenített üzleti jelentés gazdagságát és egyértelműségét ne veszélyeztesse, ha közvetlenül olyan formában jelenítik meg, amelyet tervezési vagy megvalósítási szempontok befolyásolnak.
Ezt gyakran használják különböző folyamatok meghatározására egy adott vállalaton vagy intézményen belül.

## Fordítás
Ez a szócikk részben vagy egészben  a   Conceptual model (computer science) című angol Wikipédia-szócikk fordításán alapul.  Az eredeti cikk szerkesztőit annak laptörténete sorolja fel. Ez a jelzés csupán a megfogalmazás eredetét és a szerzői jogokat jelzi, nem szolgál a cikkben szereplő információk forrásmegjelöléseként.